# Suiza en los Juegos Paralímpicos de Lillehammer 1994
Suiza estuvo representada en los Juegos Paralímpicos de Lillehammer 1994 por un total de 19 deportistas, 15 hombres y cuatro mujeres.

## Medallistas
El equipo paralímpico suizo obtuvo las siguientes medallas:
| Nombre          | Deporte        | Evento                               |
| --------------- | -------------- | ------------------------------------ |
| Oro             |                |                                      |
| Wendl Eberle    | Esquí alpino   | Descenso LWXI masculino              |
| Roy Boesiger    | Esquí alpino   | Eslalon gigante B1 masculino         |
| Plata           |                |                                      |
| Theres Huser    | Biatlón        | 7,5 km LW2-9 femenino                |
| Franco Belletti | Biatlón        | 7,5 km LW10 masculino                |
| Ruedi Weber     | Biatlón        | 7,5 km LW11 masculino                |
| Vreni Stoeckli  | Esquí alpino   | Eslalon gigante LWX-XII femenino     |
| Hans Burn       | Esquí alpino   | Descenso LW4 masculino               |
| Rolf Heinzmann  | Esquí alpino   | Supergigante LW6/8 masculino         |
| Theres Huser    | Esquí de fondo | 5 km estilo libre LW2/3/4 femenino   |
| Theres Huser    | Esquí de fondo | 15 km LW2/3/4 femenino               |
| Bernhard Furrer | Esquí de fondo | 10 km LW6/8 masculino                |
| Bronce          |                |                                      |
| Adrian Mosimann | Biatlón        | 7,5 km B2 masculino                  |
| Vreni Stoeckli  | Esquí alpino   | Eslalon LWX-XII femenino             |
| Hans Burn       | Esquí alpino   | Supergigante LW4 masculino           |
| Theres Huser    | Esquí de fondo | 5 km estilo clásico LW2/3/4 femenino |
| Franco Belletti | Esquí de fondo | 10 km silla de esquí LW10 masculino  |